# Fulgencia Romay
Fulgencia Romay Martínez  (ur. 16 stycznia 1944 w Hawanie) – kubańska lekkoatletka specjalizująca się w krótkich biegach sprinterskich, trzykrotna uczestniczka letnich igrzysk olimpijskich (Meksyk 1968, Monachium 1972, Montreal 1976), dwukrotna medalistka olimpijska w biegu sztafetowym 4 x 100 metrów: srebrna (1968) oraz brązowa (1972).

## Sukcesy sportowe
| Rok  | Miasto       | Zawody                                   | Konkurencja                                    | Wynik                       |
| ---- | ------------ | ---------------------------------------- | ---------------------------------------------- | --------------------------- |
| 1963 | São Paulo    | Igrzyska panamerykańskie                 | sztafeta 4 × 100 m bieg na 100 m bieg na 200 m | srebrny medal 5. miejsce    |
| 1963 | Porto Alegre | Uniwersjada                              | sztafeta 4 × 100 m                             | brązowy medal               |
| 1968 | Meksyk       | Igrzyska olimpijskie                     | sztafeta 4 × 100 m                             | srebrny medal               |
| 1969 | Hawana       | Mistrzostwa Ameryki Środkowej i Karaibów | bieg na 100 m                                  | srebrny medal               |
| 1970 | Panama       | Igrzyska Ameryki Środkowej i Karaibów    | bieg na 100 m bieg na 200 m                    | srebrny medal brązowy medal |
| 1971 | Cali         | Igrzyska panamerykańskie                 | bieg na 200 m sztafeta 4 × 100 m               | srebrny medal               |
| 1971 | Kingston     | Mistrzostwa Ameryki Środkowej i Karaibów | bieg na 100 m bieg na 200 m                    | złoty medal                 |
| 1972 | Monachium    | Igrzyska olimpijskie                     | sztafeta 4 × 100 m                             | brązowy medal               |
| 1975 | Meksyk       | Igrzyska panamerykańskie                 | sztafeta 4 × 100 m                             | srebrny medal               |

## Rekordy życiowe
- bieg na 100 metrów – 11,2 (1976)
- bieg na 200 metrów – 23,4 (1972)